# Piz Boè
Piz Boè – szczyt w północnych Włoszech w Dolomitach. Jest najwyższym szczytem masywu Sella. Leży na granicy prowincji Trydent i Belluno. 
Pierwszego wejścia dokonał austriacki wspinacz Paul Grohmann w 1864 r.